# Moneta medalowa
Moneta medalowa – moneta pamiątkowa lub podarunkowa o atrakcyjnym, często przez wybitnego artystę wykonanym stemplu, mająca standard kruszcowy odpowiadający konkretnym monetom, najczęściej dużym sztukom srebrnym lub złotym. Pod względem funkcyjnym moneta ta zbliżona jest do medalu.
Rodzajem monety medalowej jest donatywa.